# Município de Newport (condado de Washington, Ohio)
O município de Newport (em inglês: Newport Township) é um município localizado no condado de Washington no estado estadounidense de Ohio. No ano de 2010 tinha uma população de 1.988 habitantes e uma densidade populacional de 21,52 pessoas por km².

## Geografia
O município de Newport encontra-se localizado nas coordenadas 39° 24′ 12″ N, 81° 17′ 41″ O. Segundo a Departamento do Censo dos Estados Unidos, o município tem uma superfície total de 92.38 km², da qual 91,22 km² correspondem a terra firme e (1,26 %) 1,17 km² é água.

## Demografia
Segundo o censo de 2010, tinha 1.988 habitantes residindo no município de Newport. A densidade populacional era de 21,52 hab./km². Dos 1.988 habitantes, o município de Newport estava composto pelo 98,49 % brancos, o 0,1 % eram afroamericanos, o 0,15 % eram amerindios, o 0,35 % eram asiáticos e o 0,91 % eram de uma mistura de raças. Do total da população o 0,3 % eram hispanos ou latinos de qualquer raça.